# Bonny Hicks
Bonny Susan Hicks (Kuala Lumpur, 5 de enero de 1968-Palembang, 19 de diciembre de 1997) fue una modelo y escritora singapurense. Después de ganar fama local como modelo, ganó reconocimiento mundial por sus contribuciones a la literatura poscolonial de Singapur y la filosofía antrópica transmitida en sus obras. Su primer libro, Disculpe, ¿es usted modelo?, es reconocido como un hito significativo en la historia literaria y cultural de Singapur. Hicks publicó más tarde un segundo libro, Discuss Disgust, y muchos artículos más breves en medios de prensa, incluida una columna de opinión de corta duración en un importante diario de Singapur que fue retirada debido al disenso público de los tradicionalistas singapurenses.
Hicks murió a los 29 años el 19 de diciembre de 1997 a bordo del vuelo 185 de SilkAir cuando se estrelló en el río Musi en la isla indonesia de Sumatra. La Junta Nacional de Seguridad del Transporte (NTSB) de Estados Unidos expresó la probabilidad de que el accidente fuera un acto de suicidio y asesinato en masa por parte del atribulado piloto singapurense. Los 97 pasajeros y 7 miembros de la tripulación fallecieron.
Después de la muerte de Hicks, numerosas publicaciones, incluido el libro Heaven Can Wait: Conversations with Bonny Hicks de Tal Ben-Shahar, presentaron su vida y pensamiento. Aunque muchos la consideraron controvertida durante su vida debido a su voluntad de discutir abiertamente la sexualidad humana, los eruditos literarios de Singapur durante los últimos años de la vida de Hicks vieron en ella una voz de vital importancia para interpretar su sociedad contemporánea.
El legado de Hicks es el de una importante figura social de transición entre el tradicionalismo de Singapur y los cambios sociales a gran escala que se produjeron en el país bajo las fuerzas de la globalización a medida que se acercaba el siglo XXI. Su muerte provocó la pérdida de una voz nacional singapurense que estaba creciendo y era importante, pero que a la vez era conflictiva y socialmente confrontativa. Las críticas de los tradicionalistas singapurenses durante sus carreras como modelo y autora continuamente atormentaron la conciencia de Hicks y la llevaron a reevaluar su vida durante sus últimos años. Hicks finalmente tomó una serie sostenida de decisiones tradicionalistas durante sus últimos años de vida.